# Пелике
Пелике је тип керамичке посуде који је веома сличан амфори, за разлику од ње има нешто шири врат и проширени трбух. За разлику од амфора, пелике су имале урађено дно тако да су могле стајати на њему. Облик се јавио у 6. веку п. н. е. и задржао до 4. века п. н. е.
Пелике су биле изузетно погодне за сликање, због свог облика и величине слободног простора за цртање. Посебно су коришћене у епохи црвенофгуралног стила.